# Szöuli egyetemek és főiskolák listája
A Szöulban található egyetemek és főiskolák listája magyar átírás szerinti betűrendben.

## Állami egyetemek és főiskolák
- KAIST Gazdasági Főiskola
- Koreai Fejlesztési Intézet
- Koreai Katonai Akadémia
- Koreai Nemzeti Művészeti Egyetem
- Koreai Nemzeti Sportegyetem
- Szöuli Egyetem
- Szöuli Műszaki és Természettudományi Egyetem
- Szöuli Nemzeti Egyetem
- Szöuli Tanítóképző Egyetem

## Magánegyetemek és -főiskolák
- Csungang (Chung-Ang) Egyetem
- Hanguk Idegennyelvi Egyetem
- Hanjang (Hanyang) Egyetem
- Hanszong (Hansung) Egyetem
- Hongik Egyetem
- Ihva (Ewha) Női Egyetem
- Jonsze (Yonsei) Egyetem
- Kjonggi (Kyonggi) Egyetem
- Kjonghi (Kyung Hee) Egyetem
- Konguk (Konkuk) Egyetem
- Koreai Katolikus Egyetem
- Korjo (Goryeo) (Korea) Egyetem
- Kukmin (Kookmin) Egyetem
- Kvangun (Kwangwoon) Egyetem
- Mjongdzsi (Myongji) Egyetem
- Szamjuk (Sahmyook) Egyetem
- Szangmjong (Sangmyung) Egyetem
- Szedzsong (Sejong) Egyetem
- Szogang (Sogang) Egyetem
- Szogjong (Seokyeong) Egyetem
- Szonggjungvan (Sungkyunkwan) Egyetem
- Szongsin (Sungshin) Női Egyetem
- Szöuli Női Egyetem
- Szukmjong (Sookmyung) Női Egyetem
- Szungsil (Soongsil) Egyetem
- Tongdok (Dongduk) Női Egyetem
- Tongguk (Dongguk) Egyetem
- Tokszong (Duksung) Női Egyetem